# Xã Raymore, Quận Cass, Missouri
Xã Raymore (tiếng Anh: Raymore Township) là một xã thuộc quận Cass, tiểu bang Missouri, Hoa Kỳ. Năm 2010, dân số của xã này là 27.488 người.